# Sabonnères
Sabonnères est une commune française située dans le nord du département de la Haute-Garonne en région Occitanie.
Sur le plan historique et culturel, la commune est dans le Pays toulousain, qui s’étend autour de Toulouse le long de la vallée de la Garonne, bordé à l’ouest par les coteaux du Savès, à l’est par ceux du Lauragais et au sud par ceux de la vallée de l’ Ariège et du Volvestre. Exposée à un climat océanique altéré, elle est drainée par la Boulouze, le ruisseau de la Saudrune, le ruisseau de Bragayrac, le ruisseau de l'espérès, le ruisseau d'enguian et par divers autres petits cours d'eau.
Sabonnères est une commune rurale qui compte 333 habitants en 2022, après avoir connu une forte hausse de la population depuis 1968. Elle fait partie de l'aire d'attraction de Toulouse..
Ses habitants sont appelés les Sabonnériens.
Le patrimoine architectural de la commune comprend deux  immeubles protégés au titre des monuments historiques : l'église Saint-Germain, inscrite en 1976, et la ferme de Mejou, inscrite en 1985.

## Géographie

### Localisation
La commune de Sabonnères se trouve dans le département de la Haute-Garonne, en région Occitanie.
Elle se situe à 34 km à vol d'oiseau de Toulouse, préfecture du département, à 21 km de Muret, sous-préfecture, et à 22 km de Plaisance-du-Touch, bureau centralisateur du canton de Plaisance-du-Touch dont dépend la commune depuis 2015 pour les élections départementales.
La commune fait en outre partie du bassin de vie de Rieumes.
Les communes les plus proches sont : 
Montgras (1,5 km), Bragayrac (1,8 km), Lahage (2,7 km), Pébées (3,1 km), Beaufort (3,9 km), Forgues (4,1 km), Seysses-Savès (4,8 km), Savignac-Mona (5,2 km).
Sur le plan historique et culturel, Sabonnères fait partie du pays toulousain, une ceinture de plaines fertiles entrecoupées de bosquets d'arbres, aux molles collines semées de fermes en briques roses, inéluctablement grignotée par l'urbanisme des banlieues.
Sabonnères est limitrophe de six autres communes dont deux dans le département du Gers.
Les communes limitrophes sont  Beaufort, Bragayrac, Montgras, Pébées, Sainte-Foy-de-Peyrolières et Savignac-Mona.
|                      | Bragayrac  | Sainte-Foy-de-Peyrolières |
| Savignac-Mona (Gers) | Sabonnères | Beaufort                  |
| Pébées (Gers)        | Montgras   |                           |

### Géologie et relief
La superficie de la commune est de 1 230 hectares ; son altitude varie de 196  à   331 mètres.

### Hydrographie

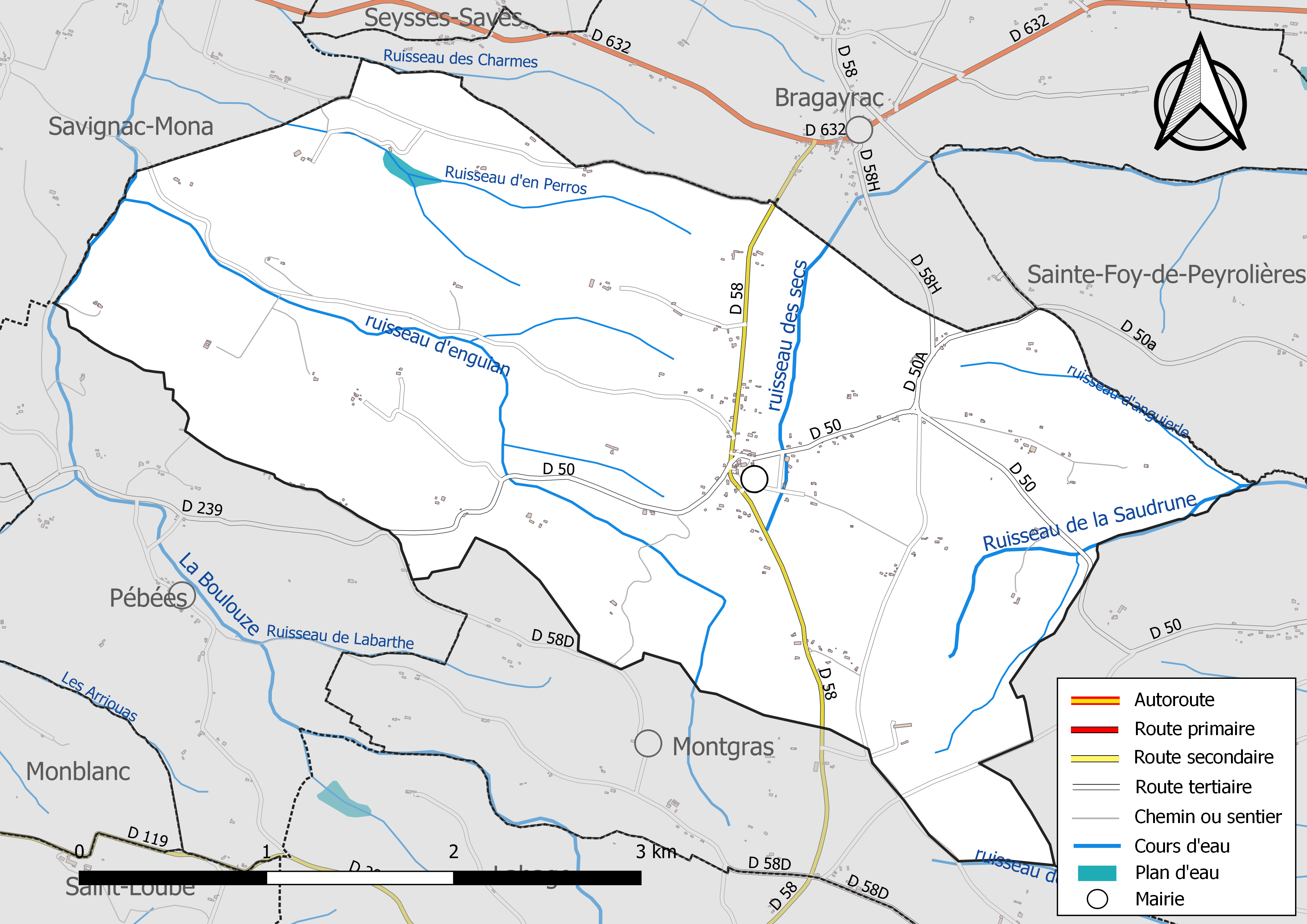
Réseaux hydrographique et routier de Sabonnères.

La commune est dans le bassin de la Garonne, au sein du bassin hydrographique Adour-Garonne. Elle est drainée par la Boulouze, le ruisseau de la Saudrune, le ruisseau de Bragayrac, le ruisseau de l'espérès, le ruisseau d'enguian, le ruisseau d'anguierle, le ruisseau d'en Perros et par divers petits cours d'eau, constituant un réseau hydrographique de 16 km de longueur totale,.
La Boulouze, d'une longueur totale de 19,7 km, prend sa source dans la commune de Lahage et s'écoule vers le nord. Elle traverse la commune et se jette dans La Save à Marestaing (32), après avoir traversé 10 communes.
Le ruisseau de la Saudrune, d'une longueur totale de 18,5 km, prend sa source dans la commune de Muret et s'écoule vers le nord-est. Il traverse la commune et se jette dans la Garonne à Toulouse, après avoir traversé 7 communes.
Le ruisseau de Bragayrac, d'une longueur totale de 10,2 km, prend sa source dans la commune et s'écoule vers le nord puis se réoriente vers l'est. Il traverse la commune et se jette dans le ruisseau de la Saudrune à Sainte-Foy-de-Peyrolières, après avoir traversé 3 communes.

### Climat
Pour des articles plus généraux, voir Climat de l'Occitanie et Climat de la Haute-Garonne.
En 2010, le climat de la commune est de type climat du Bassin du Sud-Ouest, selon une étude s'appuyant sur une série de données couvrant la période 1971-2000. En 2020, Météo-France publie une typologie des climats de la France métropolitaine dans laquelle la commune est exposée à un climat océanique altéré et est dans la région climatique Aquitaine, Gascogne, caractérisée par une pluviométrie abondante au printemps, modérée en automne, un faible ensoleillement au printemps, un été chaud (19,5 °C), des vents faibles, des brouillards fréquents en automne et en hiver et des orages fréquents en été (15 à 20 jours).
Pour la période 1971-2000, la température annuelle moyenne est de 12,9 °C, avec une amplitude thermique annuelle de 15,8 °C. Le cumul annuel moyen de précipitations est de 792 mm, avec 9,7 jours de précipitations en janvier et 5,9 jours en juillet. Pour la période 1991-2020, la température moyenne annuelle observée sur la station météorologique la plus proche, située sur la commune de Lherm à 13 km à vol d'oiseau, est de 13,6 °C et le cumul annuel moyen de précipitations est de 620,4 mm,. Pour l'avenir, les paramètres climatiques de la commune estimés pour 2050 selon différents scénarios d’émission de gaz à effet de serre sont consultables sur un site dédié publié par Météo-France en novembre 2022.

### Milieux naturels et biodiversité
Aucun espace naturel présentant un intérêt patrimonial n'est recensé sur la commune dans l'inventaire national du patrimoine naturel,,.

## Urbanisme

### Typologie
Au 1er janvier 2024, Sabonnères est catégorisée commune rurale à habitat très dispersé, selon la nouvelle grille communale de densité à sept niveaux définie par l'Insee en 2022.
Elle est située hors unité urbaine. Par ailleurs la commune fait partie de l'aire d'attraction de Toulouse, dont elle est une commune de la couronne,. Cette aire, qui regroupe 527 communes, est catégorisée dans les aires de 700 000 habitants ou plus (hors Paris),.

### Occupation des sols
L'occupation des sols de la commune, telle qu'elle ressort de la base de données européenne d’occupation biophysique des sols Corine Land Cover (CLC), est marquée par l'importance des territoires agricoles (89,5 % en 2018), une proportion identique à celle de 1990 (89,5 %). La répartition détaillée en 2018 est la suivante : 
terres arables (81,9 %), forêts (10,5 %), zones agricoles hétérogènes (7,5 %), milieux à végétation arbustive et/ou herbacée (0,1 %). L'évolution de l’occupation des sols de la commune et de ses infrastructures peut être observée sur les différentes représentations cartographiques du territoire : la carte de Cassini (XVIIIe siècle), la carte d'état-major (1820-1866) et les cartes ou photos aériennes de l'IGN pour la période actuelle (1950 à aujourd'hui).

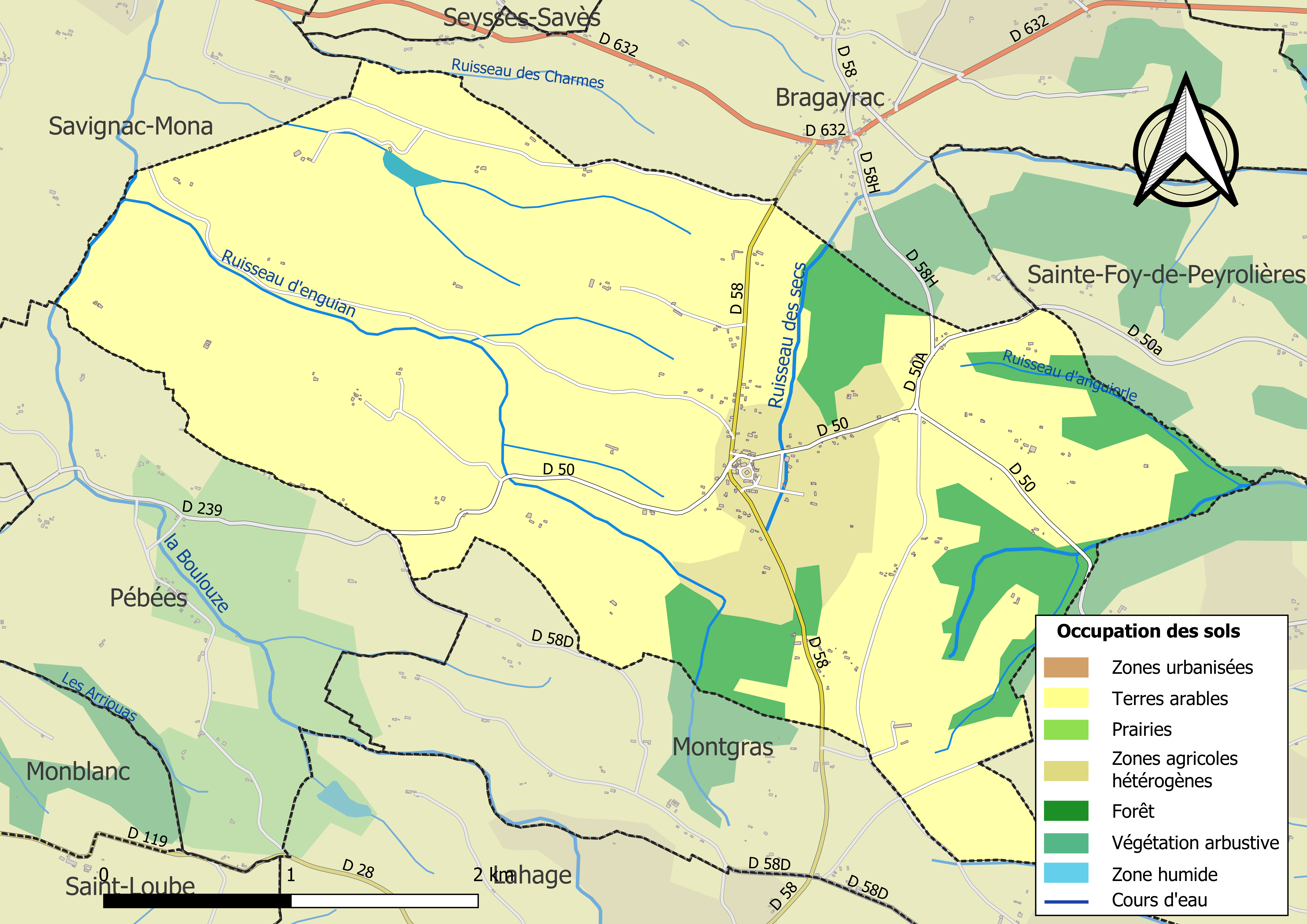
Carte des infrastructures et de l'occupation des sols de la commune en 2018 (CLC).

### Voies de communication et transports

#### Voies de communication
Accès par les routes départementales D 50 et D 58.

#### Transports
La ligne 343 du réseau Arc-en-Ciel relie la commune à la gare routière de Toulouse.
L'aéroport de Toulouse-Blagnac est l'aéroport le plus proche et l'aérodrome de Sabonnères est situé sur la commune.

### Risques majeurs
Le territoire de la commune de Sabonnères est vulnérable à différents aléas naturels : météorologiques (tempête, orage, neige, grand froid, canicule ou sécheresse), inondations et séisme (sismicité très faible). Un site publié par le BRGM permet d'évaluer simplement et rapidement les risques d'un bien localisé soit par son adresse soit par le numéro de sa parcelle.
Certaines parties du territoire communal sont susceptibles d’être affectées par le risque d’inondation par débordement de cours d'eau, notamment le ruisseau de Bragayrac et la Boulouze. La commune a été reconnue en état de catastrophe naturelle au titre des dommages causés par les inondations et coulées de boue survenues en 1982, 1999, 2000 et 2009,.

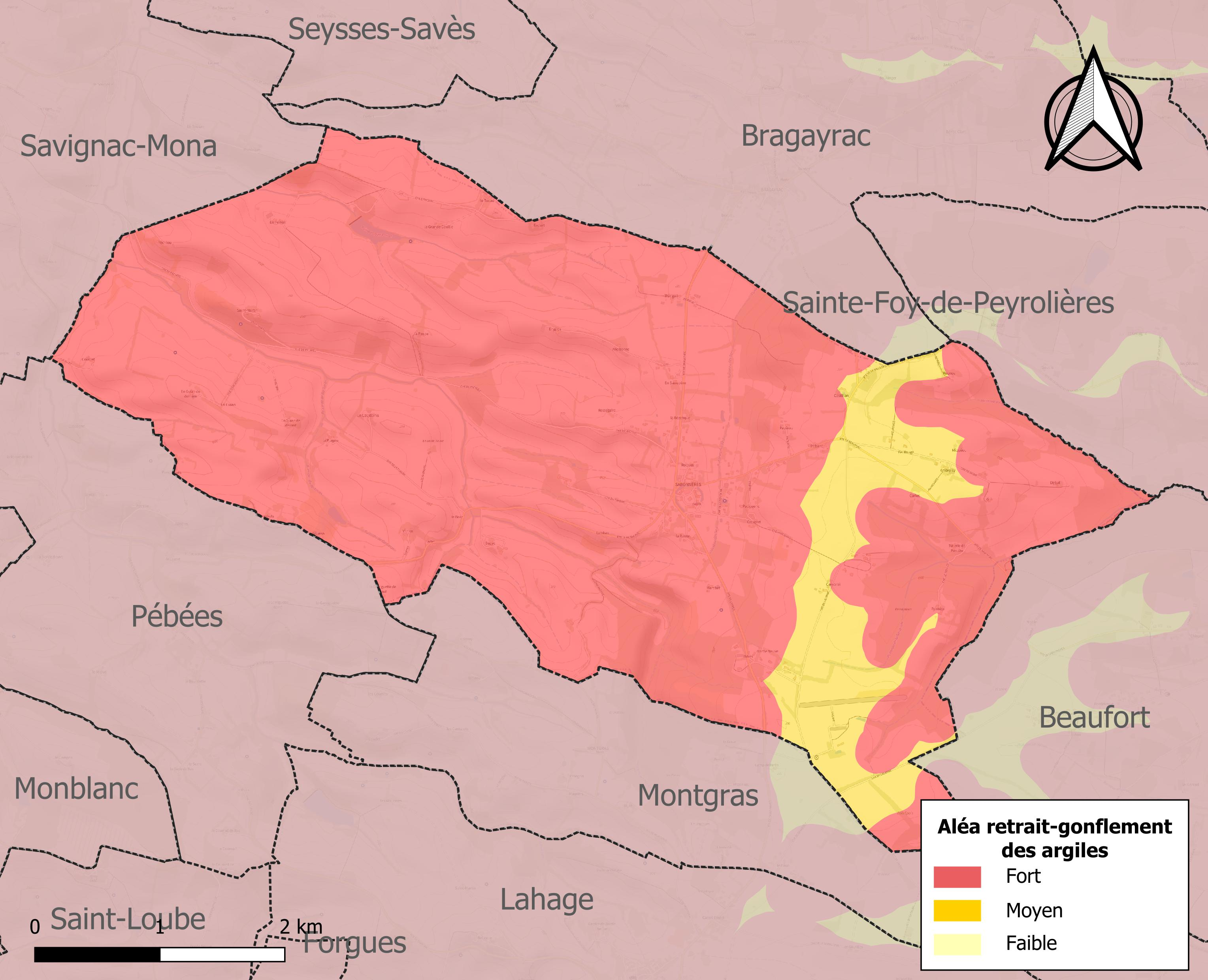
Carte des zones d'aléa retrait-gonflement des sols argileux de Sabonnères.

Le retrait-gonflement des sols argileux est susceptible d'engendrer des dommages importants aux bâtiments en cas d’alternance de périodes de sécheresse et de pluie. La totalité de la commune est en aléa moyen ou fort (88,8 % au niveau départemental et 48,5 % au niveau national). Sur les 136 bâtiments dénombrés sur la commune en 2019, 136 sont en aléa moyen ou fort, soit 100 %, à comparer aux 98 % au niveau départemental et 54 % au niveau national. Une cartographie de l'exposition du territoire national au retrait gonflement des sols argileux est disponible sur le site du BRGM,.
Par ailleurs, afin de mieux appréhender le risque d’affaissement de terrain, l'inventaire national des cavités souterraines permet de localiser celles situées sur la commune.
Concernant les mouvements de terrains, la commune a été reconnue en état de catastrophe naturelle au titre des dommages causés par la sécheresse en 1989, 1992, 1999, 2003, 2011 et 2016 et par des mouvements de terrain en 1999.

## Histoire
La ville, entourée d'eau, tient son origine d'une ancienne forteresse médiévale.
Les origines de Sabonnères sont très difficiles à déterminer. Cependant, la découverte au plateau de Paperou (zone Portie – Sénac) de deux haches de guerre de l’âge de la pierre, d’une pièce de monnaie romaine dans les environs du village et au quartier de la Plagne, d’une meule manuelle à grains d’un modèle très ancien prouve que la région était habitée dans des temps très reculés.
Le nom de Sabonnères est mentionné pour la première fois dans une bulle du pape Alexandre III de 1162 (archives de Saint-Bertrand-de-Comminges).
Dans une bulle du pape Clément VII de 1539, on trouve une mention relative au prieuré de Sabonnères.
En 1556, le syndic de Sabonnères intenta un procès à Isaac Lapeire et Honoré Dumay.
Les fossés qui entourent le village furent creusés vers 1560, pour se protéger contre les attaques des huguenots.
En 1678, Sabonnères dépendait de la chatellenie de Samatan, laquelle était rattachée au comté du Comminges. Cette année-là on procéda à un dénombrement des biens, duquel il ressort que la communauté possédait divers biens notamment aux abords du village des pâturages et un padouenc de six cesterées.
En outre, est mentionné un autre communal dit Lalane. Ce dernier a été acquis en 1528 au sieur Jean de Touges, seigneur de Lahage. Il semble qu’au moment de l’achat, le bien était sous la forme de « borde dite labordasse ».
En ce temps-là, la justice ordinaire était rendue par le juge de Samatan, la justice criminelle par les trois élus du lieu.
En 1697, un procès opposa la communauté de Sabonnères et monseigneur de Montgras.

## Politique et administration

### Administration municipale
Le nombre d'habitants au recensement de 2017 étant compris entre 100 habitants et 499 habitants, le nombre de membres du conseil municipal pour l'élection de 2020 est de onze,.

### Rattachements administratifs et électoraux
Commune faisant partie de la huitième circonscription de la Haute-Garonne, du Muretain Agglo et du canton de Plaisance-du-Touch (avant le redécoupage départemental de 2014, Sabonnères faisait partie de l'ex-canton de Rieumes) et avant le 1er janvier 2017 à la communauté de communes rurales des Coteaux du Savès et de l'Aussonnelle.

### Liste des maires
| Période | Période  | Identité       | Étiquette | Qualité  |
| ------- | -------- | -------------- | --------- | -------- |
| 1989    | 2008     | Auguste Bernat | SE        |          |
| 2008    | 2014     | Michel Valette | SE        |          |
| 2014    | 2020     | Victor Cavasa  | SE        | Retraité |
| 2020    | En cours | Pierre Bérail  | SE        | Retraité |

## Population et société

### Démographie
| 1793 | 1800 | 1806 | 1821 | 1831 | 1836 | 1841 | 1846 | 1851 |
| ---- | ---- | ---- | ---- | ---- | ---- | ---- | ---- | ---- |
| 322  | 312  | 332  | 364  | 447  | 468  | 466  | 463  | 473  |

| 1856 | 1861 | 1866 | 1872 | 1876 | 1881 | 1886 | 1891 | 1896 |
| ---- | ---- | ---- | ---- | ---- | ---- | ---- | ---- | ---- |
| 432  | 433  | 418  | 396  | 378  | 356  | 338  | 393  | 350  |

| 1901 | 1906 | 1911 | 1921 | 1926 | 1931 | 1936 | 1946 | 1954 |
| ---- | ---- | ---- | ---- | ---- | ---- | ---- | ---- | ---- |
| 331  | 338  | 345  | 254  | 270  | 258  | 263  | 253  | 224  |

| 1962 | 1968 | 1975 | 1982 | 1990 | 1999 | 2005 | 2006 | 2010 |
| ---- | ---- | ---- | ---- | ---- | ---- | ---- | ---- | ---- |
| 223  | 181  | 200  | 192  | 178  | 218  | 279  | 279  | 294  |

| 2015 | 2020 | 2022 | - | - | - | - | - | - |
| ---- | ---- | ---- | - | - | - | - | - | - |
| 310  | 327  | 333  | - | - | - | - | - | - |

| selon la population municipale des années : | 1968 | 1975 | 1982 | 1990 | 1999 | 2006 | 2009 | 2013 |
| Rang de la commune dans le département      | 304  | 358  | 323  | 363  | 345  | 311  | 317  | 318  |
| Nombre de communes du département           | 592  | 582  | 586  | 588  | 588  | 588  | 589  | 589  |

### Enseignement
Sabonnères fait partie de l'académie de Toulouse.
Sabonnères fait partie d'un regroupement pédagogique intercommunal avec les communes d'Empeaux, Bragayrac et Saint-Thomas.

### Culture et festivité
Fête locale

### Activités sportives
Chasse, pétanque.

### Écologie et recyclage
La collecte et le traitement des déchets des ménages et des déchets assimilés ainsi que la protection et la mise en valeur de l'environnement se font dans le cadre de la communauté de communes rurales des Coteaux du Savès et de l'Aussonnelle.
Une déchèterie est gérée par la communauté de communes est présente sur la commune de Saint-Thomas.

## Économie

### Revenus
En 2018  (données Insee publiées en septembre 2021), la commune compte 120 ménages fiscaux, regroupant 283 personnes. La médiane du revenu disponible par unité de consommation est de 20 220 € (23 140 € dans le département).

### Emploi
|                | 2008  | 2013   | 2018  |
| -------------- | ----- | ------ | ----- |
| Commune        | 9,9 % | 11,2 % | 4,6 % |
| Département    | 7,7 % | 9,6 %  | 9,3 % |
| France entière | 8,3 % | 10 %   | 10 %  |

En 2018, la population âgée de 15 à 64 ans s'élève à 212 personnes, parmi lesquelles on compte 80,6 % d'actifs (76 % ayant un emploi et 4,6 % de chômeurs) et 19,4 % d'inactifs,. En  2018, le taux de chômage communal (au sens du recensement) des 15-64 ans est inférieur à celui de la France et du département, alors qu'en 2008 la situation était inverse.
La commune fait partie de la couronne de l'aire d'attraction de Toulouse, du fait qu'au moins 15 % des actifs travaillent dans le pôle,. Elle compte 21 emplois en 2018, contre 27 en 2013 et 32 en 2008. Le nombre d'actifs ayant un emploi résidant dans la commune est de 164, soit un indicateur de concentration d'emploi de 13 % et un taux d'activité parmi les 15 ans ou plus de 65 %.
Sur ces 164 actifs de 15 ans ou plus ayant un emploi, 16 travaillent dans la commune, soit 10 % des habitants. Pour se rendre au travail, 91,1 % des habitants utilisent un véhicule personnel ou de fonction à quatre roues, 1,8 % les transports en commun, 3,6 % s'y rendent en deux-roues, à vélo ou à pied et 3,6 % n'ont pas besoin de transport (travail au domicile).

### Activités hors agriculture
18 établissements sont implantés  à Sabonnères au 31 décembre 2019.
Le secteur de la construction est prépondérant sur la commune puisqu'il représente 33,3 % du nombre total d'établissements de la commune (6 sur les 18 entreprises implantées  à Sabonnères), contre 12 % au niveau départemental.

### Agriculture
La commune est dans les « Coteaux du Gers », une petite région agricole occupant une partie nord-ouest du département de la Haute-Garonne, caractérisée par une succession de coteaux peu accidentés, les surfaces cultivées étant entièrement dévolues aux grandes cultures. En 2020, l'orientation technico-économique de l'agriculture  sur la commune est la culture de céréales et/ou d'oléoprotéagineuses.
|               | 1988 | 2000 | 2010 | 2020 |
| ------------- | ---- | ---- | ---- | ---- |
| Exploitations | 27   | 19   | 16   | 15   |
| SAU (ha)      | 988  | 758  | 671  | 867  |

Le nombre d'exploitations agricoles en activité et ayant leur siège dans la commune est passé de 27 lors du recensement agricole de 1988  à 19 en 2000 puis à 16 en 2010 et enfin à 15 en 2020, soit une baisse de 44 % en 32 ans. Le même mouvement est observé à l'échelle du département qui a perdu pendant cette période 57 % de ses exploitations,. La surface agricole utilisée sur la commune a également diminué, passant de 988 ha en 1988 à 867 ha en 2020. Parallèlement la surface agricole utilisée moyenne par exploitation a augmenté, passant de 37 à 58 ha.

## Culture locale et patrimoine

### Lieux et monuments
- Monument aux morts.
- Église Saint-Germain inscrite à l'inventaire des monuments historiques depuis 1976[44].
- Aérodrome de Sabonnères.

#### Clocher de l'église
Le clocher de Sabonnères possède quatre cloches, sur chaque cloche sont gravés deux anges, la Vierge Marie et la Croix. Les caractéristiques de chacune d'elles ont été relevées lors de la restauration en 1980/1981 :
| - Première cloche : - Année : 1827 - Poids : 400 kg - A. Saint Germain (?) - Curé : D. Dupuilh - Parrain : M. Guillaume Mélac (maire) - Marraine : Mlle Jeanne Marie Bertrande Mélac, - Fondeur : Lomson - fondeur à Toulouse | - Deuxième cloche : - Année : 1836 - Poids : 550 kg - Sous l’invocation de saint Fabien et de saint Sébastien, Sit nomen domini bénédictum, Par la bienfaisance des habitants (?) - Maire : MELAC, de Sabonnères - Desservant : M. LAFFORGUE - Marraine : Mme Vve J. DANFLOUS, née CARLES - Parrain : M. B CASTERES (chevalier de la Légion d’honneur, adjoint) - Fondeur : Viguier - fondeur à Toulouse | - Troisième cloche : - Année : 1865 - Poids : 290 kg - A Marie LAFFORGUE, Sit nomen domini bénédictum (?) - Curé : LAFFORGUE, curé - Maire : Mélac - Parrain : TRILHES (adjoint) - Marraine : MELAC, née BOSQUET - Fondeur : ??? | - Quatrième cloche : - Année : 1865 - Poids : 150 kg - A CASIMIR, Sit nomen domini bénédictum (?) - Curé: LAFFORGUE - Parrain : TRILHES J.B., - Marraine : TRILHES Mme C., - Maire : MELAC, - Adjoint : TRILHES J. - Fondeur : Lomson - fondeur à Toulouse |

#### StatueetlacSaint-Germier
Saint Germier est fêté le 16 mai (anniversaire de sa mort dont on ignore l'année). Il est contemporain du pape Jean III.
Né à Angoulême, il fut nommé évêque de Toulouse vers l'an 561. Saint Germier évangélisa toute la vallée de la Garonne. Il bâtit un monastère à Ox, hameau situé près de Muret. Il mena une vie austère, dans les jeûnes, les prières et les aumônes. Il fit plusieurs miracles en guérissant des malades et en faisant jaillir par son intercession une source d'eau vive, lieu de pèlerinage toujours fréquenté de nos jours à quelques kilomètres de Boulaur sur la route de Simorre. Saint Germier s'éteignit à Ox et fut enseveli dans l'église Saint-Jacques de Muret.

## Pour approfondir